# Инавгурация
Инавгурация е академично кодифициран неологизъм в българския език, произхождащ от латинското auguratio или inauguratio, означаващо в Древен Рим въвеждането в длъжност на авгур. В академичния „Речник на чуждите думи“ вариантът „иногурация“ е с препратка към етимологически правилното „инавгурация“ – тържествено откриване на паметник, учебна година, конгрес и др. Още в средните векове думата означава тържественото (церемониално) откриване на академичната година – днес например в Полша. В България двата варианта „иногурация, инагурация“ започват да присъстват в пресата едва при встъпването в длъжност на президента Петър Стоянов (1997 г.). „Иногурация“ като заемка от френски език се употребява понякога в политически документи преносно: „иногурация на нова политика“ = „начало на нова политика“. Много редкият български вариант „инаугурация“ идва от руския и западноевропейските езици. Предполага се, че с времето, както се случва с много неологизми, в българския говорим и писмен език ще се наложи един от четирите варианта.